# Province de Ruhengeri
La province de Ruhengeri était, de 2002 à 2006, la dénomination de l'une des 12 provinces du Rwanda (ces entités étaient appelées, avant la réforme administrative de 2002, des « préfectures »). Ruhengeri en était la « capitale » (ou, parfois, selon certains textes officiels rwandais, le « chef-lieu »). La réforme territoriale du 1er janvier 2006 l'a fait disparaître en la fusionnant avec la province de Byumba et une partie de l'ancienne province de Kigali rural, donnant ainsi naissance à une nouvelle Province du Nord.

## Personnalités liées
- Yvonne Ntacyobatabara Basebya (1947-2016), criminelle hollandaise et rwandaise, condamnée par un tribunal de district de La Haye pour incitation au génocide.

### Articles liés
- Provinces du Rwanda
- Anciennes structures administratives du Rwanda (jusqu'au 1er janvier 2006)